# Exquis (film)
Pour les articles homonymes, voir  Exquis (fromage).
Pour plus de détails, voir Fiche technique et Distribution.
Exquis  (Delicious) est un film dramatique allemand écrit et réalisé par Nele Mueller-Stöfen et sorti en 2025.
Le film, sélectionné dans la section « Panorama » du 75e Festival international du film de Berlin est présenté en première le 18 février 2025. Il est sorti dans le monde entier en streaming sur Netflix à partir du 7 mars 2025.
Le film, qui marque les débuts en tant que réalisatrice de Nele Mueller-Stöfen, suit une riche famille allemande qui embauche une jeune femme comme aide domestique pendant leurs vacances d'été en Provence, après quoi la vie de toute la famille change progressivement, avec des conséquences dramatiques.

## Accroche
L'été idyllique d'une famille allemande en vacances dans leur villa française en Provence se dénoue après qu'ils ont accidentellement heurté une jeune femme, Teodora, sur une route de campagne et l'ont recueillie. Apparaissant d'abord serviable, chaque membre de la famille révèle bientôt ses propres motivations cachées, cherchant quelque chose de différent chez la femme. Cette erreur entraîne des conséquences imprévues qui finissent par transformer la vie de toute la famille. Teodora fait en effet partie d'une bande constituée d'amateurs de viande humaine.

## Fiche technique
- Titre original : Delicious
- Titre français : Exquis
- Réalisation : Nele Mueller-Stöfen
- Scénario : Nele Mueller-Stöfen
- Photographie : Frank Griebe
- Montage : Andreas Wodraschke
- Musique : Volker Bertelmann (connu comme « Hauschka »), Ben Winkler
- Costumes : Anette Guther
- Production : Janine Jackowski (de), Jonas Dornbach (de), Maren Ade
- Sociétés de production : Komplizen Film (de)
- Pays de production : Allemagne
- Langue originale : allemand
- Format : couleur
- Genre : drame
- Durée : 100 minutes
- Dates de sortie[4] :
  - Allemagne : 18 février 2025 (Berlin International Film Festival)
  - 7 mars 2025 (internet)

## Distribution
- Fahri Yardim (de) : John
- Valerie Pachner : Esther
- Carla Díaz : Teodora
- Naila Schuberth (sv) : Alba
- Caspar Hoffmann (de) : Philipp
- Julien de Saint Jean : Lucien
- Melodie Casta : Amber
- Sina Martens (de) : Cora
- Miveck Packa : Prince
- Joep Paddenburg : Erik
- Johann von Bülow : Aki
- Nina Zem : Estelle
- Tom Rey : Bojan

## Production
Le tournage principal commence en 2023 dans des lieux situés en France, notamment à Avignon. Le tournage se termine le 24 novembre 2023 en Provence-Alpes-Côte d'Azur. Le film est une production de Komplizen Film (de) pour Netflix.

## Sortie
Exquis (Delicious) est présenté en première mondiale dans la section Panorama du 75e Festival international du film de Berlin le 18 février 2025,.
Le film est disponible dans le monde entier en streaming sur Netflix depuis le 7 mars 2025.

## Récompenses et distinctions
- (en) Exquis : Awards, sur l'Internet Movie Database

| Prix                                     | Date            | Catégorie                                          | Destinataire        | Résultat   | Ref.  |
| ---------------------------------------- | --------------- | -------------------------------------------------- | ------------------- | ---------- | ----- |
| Festival international du film de Berlin | 23 février 2025 | Panorama : Prix du public du meilleur long métrage | Nele Mueller-Stöfen | Nomination | [ 9 ] |